# Vas(III)-klorid
A vas(III)-klorid a vas klórral alkotott vegyülete, kloridja. A (vízmentes só) képlete FeCl3. A vízmentes vas(III)-klorid sötétzöld kristályokból épül fel, a kristályok fémesen csillognak. Áteső fényben vörös színű. A vegyület 300 °C-on szublimál, de már 100 °C-on is igen illékony. Erősen higroszkópos, a levegő nedvességét magába szívja és barna olajszerű oldattá alakul. Jól oldódik vízben. Az oldata sárgásbarna színű, jellegzetes szagú, az íze fanyar. Vizes oldatban hidrolizál, emiatt az oldat savas kémhatású. A hidrolízis során kolloid vas(III)-hidroxid keletkezik. Vizes oldatából a vegyület hexahidrátja (FeCl3·6 H2O) kristályosítható ki. A hexahidrát sárgásbarna kristályokat alkot. A vas(III)-klorid a vért megalvasztja.
A vas(III)-klorid elektronhiányos, ezért dimerizálódásra és polimerizálódásra hajlamos. A vegyület szilárd halmazállapotban óriásmolekula, gáz halmazállapotban dimer Fe2Cl6 molekulák építik fel.

## Kémiai tulajdonságai
Ha a vegyületet vákuumban hevítik, vas(II)-kloridra és klórgázra bomlik. A reakció megfordítható.
{\displaystyle \mathrm {2\ FeCl_{3}\rightleftharpoons 2\ FeCl_{2}+Cl_{2}} }
Vas(III)-oxiddá alakul, ha vízgőz jelenlétében hevítik.
{\displaystyle \mathrm {2\ FeCl_{3}+3\ H_{2}O\rightleftharpoons Fe_{2}O_{3}+6\ HCl} }
A szilárd vas(III)-oxid megköti a nitrogén-monoxidot és a nitrogén-dioxidot. Ha ammónium-kloriddal olvasztják össze, kettős sóvá, ammónium-vas(III)-kloriddá (NH4FeCl4) alakul. Vas(II)-kloriddá redukálják a vasnál pozitívabb fémek.

## Előállítása
A vegyületet úgy állítják elő, hogy vasat salétromsav jelenlétében sósavban oldanak. Az oldatot betöményítik, majd 36–39 °C körül kristályosítják ki.
{\displaystyle \mathrm {Fe+2\ HCl\rightarrow FeCl_{2}+H_{2}} }
{\displaystyle \mathrm {3\ FeCl_{2}+3\ HCl+HNO_{3}\rightarrow 3\ FeCl_{3}+2\ H_{2}O+NO} }

## Felhasználása
A gyógyászatban vérzéscsillapításra használják főként vas(III)-kloriddal átitatott vattaként. Alkalmazzák még pácként a textilfestésben, illetve koaguláló szerként a szennyvizek tisztításakor. Elektronikában vizes oldatát használják nyomtatott áramkörök maratására.